# Butterfly on a Wheel

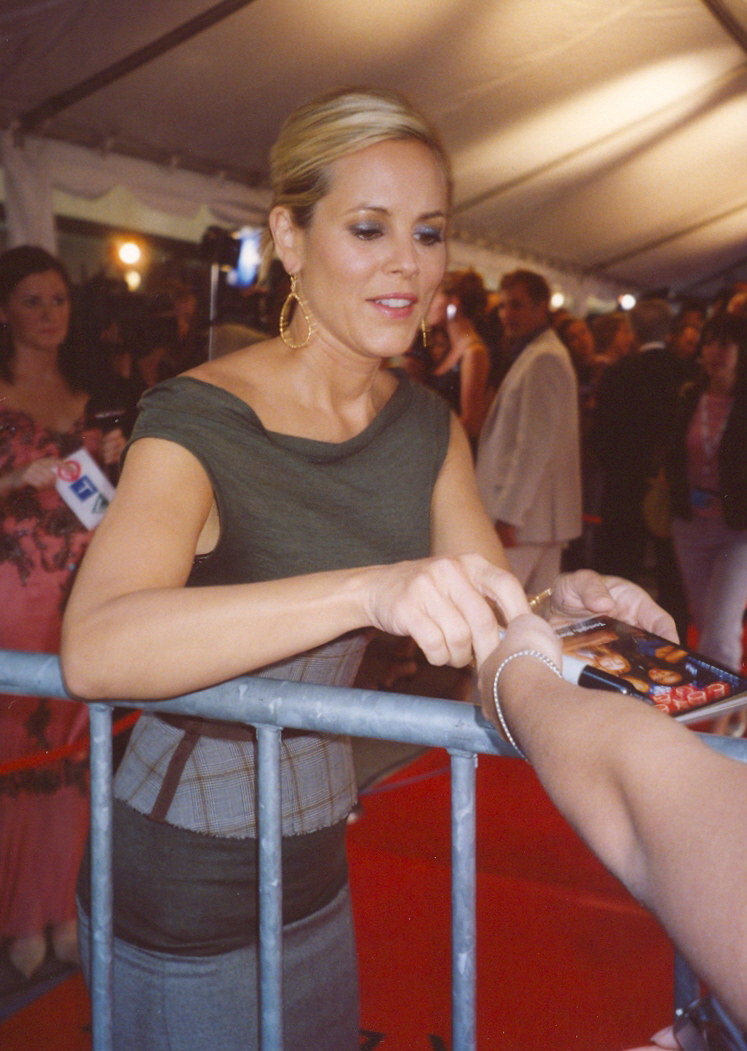
Maria Bello (Abby Randall)

Butterfly on a Wheel is een Brits-Canadese thriller uit 2007 onder regie van Mike Barker. De titel is afgeleid van het Engelse gezegde Who breaks a butterfly upon a wheel?, wat betekent 'grootschalige actie ondernemen om een klein effect te bereiken'.

## Verhaal
Neil (Gerard Butler) en Abby Randall (Maria Bello) vormen een op het oog ideaal gezinnetje met veel liefde en een gezond dochtertje, Sophie (Emma Karwandy). Wanneer Neil op zakenreis moet, wil hij dat zijn vrouw een babysitter regelt en zelf eens lekker uitgaat met een vriendin. Als de oppasser arriveert, stelt ze zich voor als Helen Schriver (Desiree Zurowski). Vervolgens stappen Neil en Abby in de auto op weg naar hun bestemmingen.
Het stel schrikt zich bijna een ongeluk als onder het rijden een onbekende man met een Iers accent (Pierce Brosnan) opduikt op de achterbank, met een pistool. Hij verklaart dat de babysitter met hem samenwerkt en dwingt het echtpaar te doen wat hij zegt, als ze Sophie levend terug willen zien. Nadat hij ze een koffertje met hun spaargeld uit de bank heeft laten halen, blijkt het hem niet om geld te doen. Hij steekt de inhoud van de koffer in brand en gooit deze vervolgens uit het raam.
De Ier vertelt ze dat ze 24 uur precies moeten doen wat hij zegt en ze dan hun dochtertje terug zal bezorgen. Dit leidt tot een aaneenschakeling van vreemd aandoende opdrachten, zoals het bezorgen van een lege doos, waar Neil niets van snapt. Zijn bedreiger is hem aan het uittesten om te zien hoever hij wil gaan voor zijn gezin.
Uiteindelijk stapt de Ier met Neil uit bij een huis, waar hij zijn laatste opdracht uit moet voeren. Hij geeft hem een pistool en laat hem kiezen of hij de inwoner van het huis wil neerschieten, of zijn dochter opoffert. Eenmaal binnen blijkt de bewoner Judy Ryan (Claudette Mink) te zijn, Neils buitenechtelijke affaire. Op haar schoorsteenmantel treft hij een foto aan van de man die hem al uren bedreigt. Zijn naam blijkt Tom Ryan, Judy's echtgenoot.
Neil staat voor een dilemma. Hij wil Judy absoluut niet neerschieten, maar ook zijn dochtertje niet opofferen. Hij vertelt Judy precies wat er aan de hand is en dat het hem spijt. Hij zet het geweer tegen haar slaap en haalt de trekker over. In plaats van een schot klinkt er een klik. Tom loopt binnen en vertelt Judy dat ze nu heeft kunnen zien wat Neil daadwerkelijk om haar geeft. Daarna mag Neil vertrekken.
Neil liegt in de auto tegen zijn vrouw over wat er gebeurd is. Hij vertelt wie Tom is en waarom hij deed wat hij deed, maar met de aanpassing dat Tom hem per ongeluk zou hebben aangezien voor de man die een affaire heeft met Judy, zijn baas. Thuisgekomen ligt Sophie in haar bed, waarna Neil de voordeur dicht hoort vallen en vanuit het slaapkamerraam de oppasser ziet vluchten. Hij holt naar beneden om Abby te roepen, maar kan haar niet vinden. Ze blijkt in de keuken te staan en vertelt hem dat ze alles weet.
Neils overtuiging dat de oppasser haar dit zojuist heeft verteld, blijkt onjuist. Abby weet al tijden van zijn overspel. Alles wat die dag gebeurd is, heeft zíj in scène gezet, om te zien wanneer Neil zou stoppen met liegen. Te laat, constateert ze. Sophie blijkt de hele dag het huis niet uit te zijn geweest en het spaargeld dat Neil zag verbranden, was nep. Ze wilde dat hij zich eens zou voelen zoals hoe hij háár zich al tijden laat voelen. In zijn leven is niets veranderd, behalve dat Abby hem verlaat.

## Rolverdeling
- Pierce Brosnan als Tom Ryan
- Maria Bello als Abby Randall
- Gerard Butler als Neil Randall
- Emma Karwandy als Sophie Randall
- Claudette Mink als Judy Ryan
- Desiree Zurowski als Helen Schriver
- Peter Keleghan als Karl Granger
- Samantha Ferris als Diane